# Bania (Ulanica)
Bania – część wsi Ulanica w Polsce położona w województwie podkarpackim, w powiecie rzeszowskim, w gminie Dynów.
W latach 1975–1998 Bania administracyjnie należała do województwa przemyskiego